# Follese
Follese este o localitate din comuna Askøy, provincia Hordaland, Norvegia.